# Саунічі
Сау́нічі (рос. Сауничи) — присілок у складі Орічівського району Кіровської області, Росія. Входить до складу Адишевського сільського поселення.
Населення становить 24 особи (2010, 19 у 2002).
Національний склад станом на 2002 рік — росіяни 100 %.